# Andrzej Wojaczek

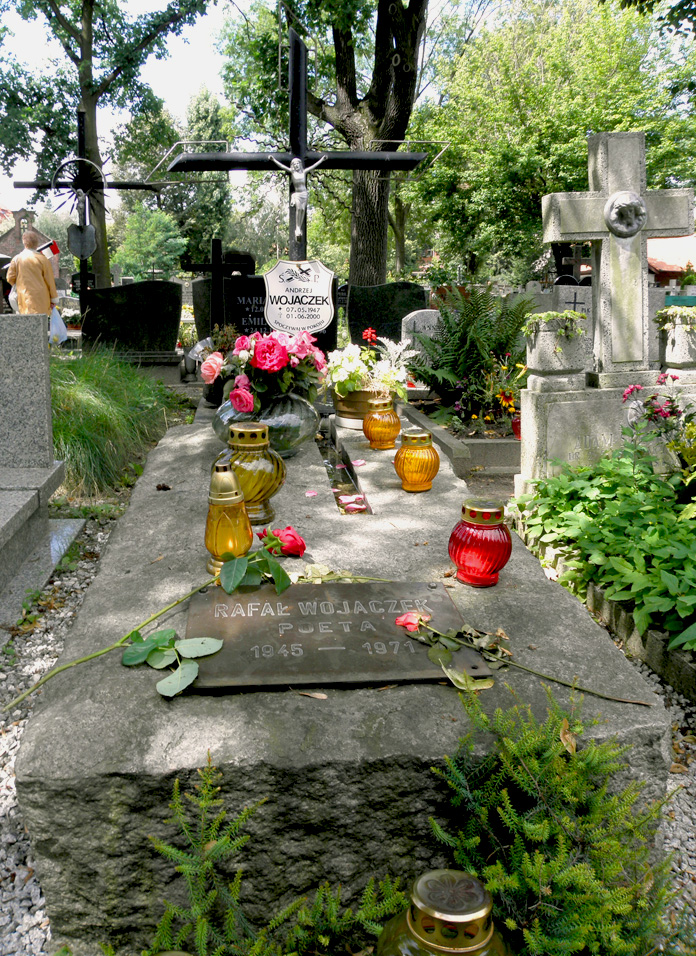
Grób braci Wojaczków na cmentarzu św. Wawrzyńca we Wrocławiu (2009)

Andrzej Wojaczek (ur. 7 maja 1947 w Mikołowie, zm. 1 czerwca 2000 we Wrocławiu) – polski aktor teatralny i filmowy.

## Życiorys
Absolwent Państwowej Wyższej Szkoły Teatralnej w Krakowie. W latach 1971–1974 był aktorem Teatru Współczesnego we Wrocławiu. Od 1974 roku związany z Teatrem Polskim we Wrocławiu, gdzie stworzył szereg wybitnych ról, m.in. w przedstawieniach Nie-Boska komedia Krasińskiego (1979), Ameryka Kafki, Sen nocy letniej Szekspira, Equus Petera Shaffera, Księżniczka Turandot Gozziego, Gra w zabijanego Ionesco, Perykles Szekspira.
Nagrywał emitowaną przez TVP Akademię Wiersza. Autor wielu słuchowisk i felietonów w Polskim Radiu.
Andrzej Wojaczek był bratem Rafała Wojaczka, poety. Został pochowany obok niego na cmentarzu św. Wawrzyńca we Wrocławiu.

## Filmografia
- 1969: Sól ziemi czarnej – powstaniec
- 1970: Dom
- 1970: Kto wierzy w bociany? – „Czaszka"
- 1971: 150 na godzinę – syn Wróbla
- 1971: Podróż za jeden uśmiech – autostopowicz
- 1972: Fortuna – młody Kolasiewicz
- 1972: Podróż za jeden uśmiech – autostopowicz
- 1972: Siedem czerwonych róż, czyli Benek Kwiaciarz o sobie i o innych – mężczyzna w celi
- 1973: Droga – kierowca Kazik Chliwa (odcinek 1 i 2)
- 1973: Zasieki – Ernest
- 1974: Godzina za godziną – uciekający gość weselny
- 1974: Pozwólcie nam do woli fruwać nad ogrodem – literat na zjeździe
- 1974: Najważniejszy dzień życia – kolega Franka w hotelu robotniczym
- 1974: Urodziny Matyldy – mężczyzna z prywatki
- 1975: Żelazna obroża – masażysta Antoni
- 1976: Honor dziecka – Jan, bratanek generała
- 1976: Przepłyniesz rzekę
- 1976: Za rok, za dzień, za chwilę... – Piotr, mąż Grażyny
- 1976: Znaki szczególne – Karol Sochacki (odcinek 3 i 4)
- 1977: Znak orła (odcinek 11 i 12)
- 1978: Ślad na ziemi – gość na przyjęciu złotych godów u rodziców Jasparskich
- 1979: Operacja Himmler – Werner
- 1979: Strachy – reżyser filmu
- 1979: Wściekły – porucznik MO
- 1980: Mniejsze niebo – Stefan, robotnik rozładowujący wagon pocztowy
- 1981: Rdza – oficer MO w Cywilu
- 1982: Blisko, coraz bliżej – kapitan Karol Hauke (odcinek 9 i 10)
- 1983: Tajemnica starego ogrodu – dyrektor Ankwicz
- 1984: Jak się pozbyć czarnego kota – Wiktor Sołtyk
- 1984: Trapez – Jerzy Roszkowski (odcinek 4)
- 1984: Trzy stopy nad ziemią – górnik
- 1984: Yesterday – adwokat Ani
- 1985: Czarny kot
- 1985: Przyłbice i kaptury – Rumbold, marszałek dworu księcia Witolda (odcinek 5 i 8)
- 1989: Szklany dom – Bolek, mąż ciotki Wandy
- 1989: Światło odbite – członek jury
- 1989: Triumf ducha – kapo Otto
- 1990: Ballada o człowieku spokojnym – oficer SS
- 1990: Seszele – milicjant
- 1996: Niemcy – kierowca Sonnenbrucha
- 1997: Królowa złodziei
- 1998–1999: Życie jak poker – sąsiad
- 1999: Wojaczek – neurolog